# 대방광불화엄경진본 권53
대방광불화엄경진본 권53(大方廣佛華嚴經晋本 卷五十三)은 대한민국 경상남도 남해군 부소암에 있는 고려시대의 불경이다. 2011년 12월 23일 대한민국의 보물 제1736호로 지정되었다.

## 개요
『대방광불화엄경(大方廣佛華嚴經)』은 화엄종의 근본경전이며 우리나라에서는 불교 전문 강원의 교과로 학습해 온 경전 중의 하나로서 이를 줄여서 ‘화엄경(華嚴經)’이라 부른다. 이 경전이 중국으로 전래되어 번역된 한역본(漢譯本)은 현재 진본(晉本/60卷本)ㆍ주본(周本/80卷本)ㆍ정원본(貞元本/40卷本)의 삼본(三本)이 전하고 있다. 이 화엄경은 불타발타라(佛馱跋陀羅, 359∼429)가 전체 34품을 60권으로 번역한 진본(晉本) 가운데 권53의 1권1축으로 수록된 내용은 ‘입법계품제삼십사지십(入法界品第三十四之十)’이다.
형태적 특징을 살펴보면, 변란은 권자나 첩장에 일반적으로 나타나는 상하단변(上下單邊)으로 되어 있으며, 上下間(상하간)의 판의 높이는 24.2cm이다. 한 장의 길이는 대략 49.0cm이며, 행수는 24행으로 매 행은 17자로 되어 있다. 卷軸(권축)의 크기는 세로 29.7cm 가로 1081.7cm이며, 紙質(지질)은 저지(楮紙)이고 장정(裝訂)은 권축장(卷軸裝)이다. 권두(卷頭)에는 축이 없으나 권말(卷末)에는 축이 있으며, 축의 재료는 향목(香木)인 듯하고 부분적으로 주칠(朱漆)이 되어 있다.
전체가 22장으로 연결되어 있는데 점련 부분에는 ‘진 오십삼(晉 五十三)’으로 역본 및 권차가 표시되어 있으며, 아래에는 장차가 기재되어 있고, 제3·5·11·14장의 장차 아래에는 각수명이 있다. 卷末에는 ‘値遇(上直吏切)’,‘齊整(下之郢切)’,‘讌集(上於殿切)’,‘危脃(下楚税切)’,‘在隅(下愚音)’등 半切法에 의한 音釋이 수록되어 있으며,간기는 없다.
표지는 일부 결실되었으며 제2장의 1∼2, 7∼8, 11∼14행에는 부분적으로 훼손되어 1~4자가 손상되었고 부분적으로 약간의 먹색이 번짐 등이 있을 뿐 크게 훼손된 부분 없이 상태는 양호하다.
권두제 아래에 “주”(宙)자 함차(函次)가 적혀있는데 이는 재조대장경에서는 『大般若波羅蜜多經(대반야바라밀다경)』에 해당하는 함차로서 『대방광불화엄경(大方廣佛華嚴經)』 진본 권53의 “도(道)”자와 차이가 있어 화엄경만을 별도로 간행한 판본의 사찰본으로 판단된다.
같은 판본이 보이지 않는 고려판이라는 점에서 고려시대 불교 및 서지학 연구의 중요한 자료가 된다는 점에서 국가문화재로 지정할 가치가 충분하다.

## 참고 자료
- 대방광불화엄경진본 권53 - 국가유산청 국가유산포털